# 阶乘进制
在组合数学中，阶乘进制又稱階乘數字系統是一種適用於編號排列的混合底數的进制數字系統。階乘本身不做為底數，而是做為进制的位數值。若將一個小於n!的數轉換成阶乘进制可以得到一個n位的序列，該序列可以轉換成n的直接排列方式，也可以用於莱默碼或作為逆序对表；在前一種情況下，從整數到n排列的映射結果將n的排列按字典順序列出。康托尔研究了一般的混合底數係統。
術語「階乘數字系統」（factorial number system）由高德纳使用。
例如3:4:1:0:1:0!代表354413021100，其值為：
= 3×5! + 4×4! + 1×3! + 0×2! + 1×1! + 0×0! 
= ((((3×5 + 4)×4 + 1)×3 + 0)×2 + 1)×1 + 0
=  46310.